# پاددم

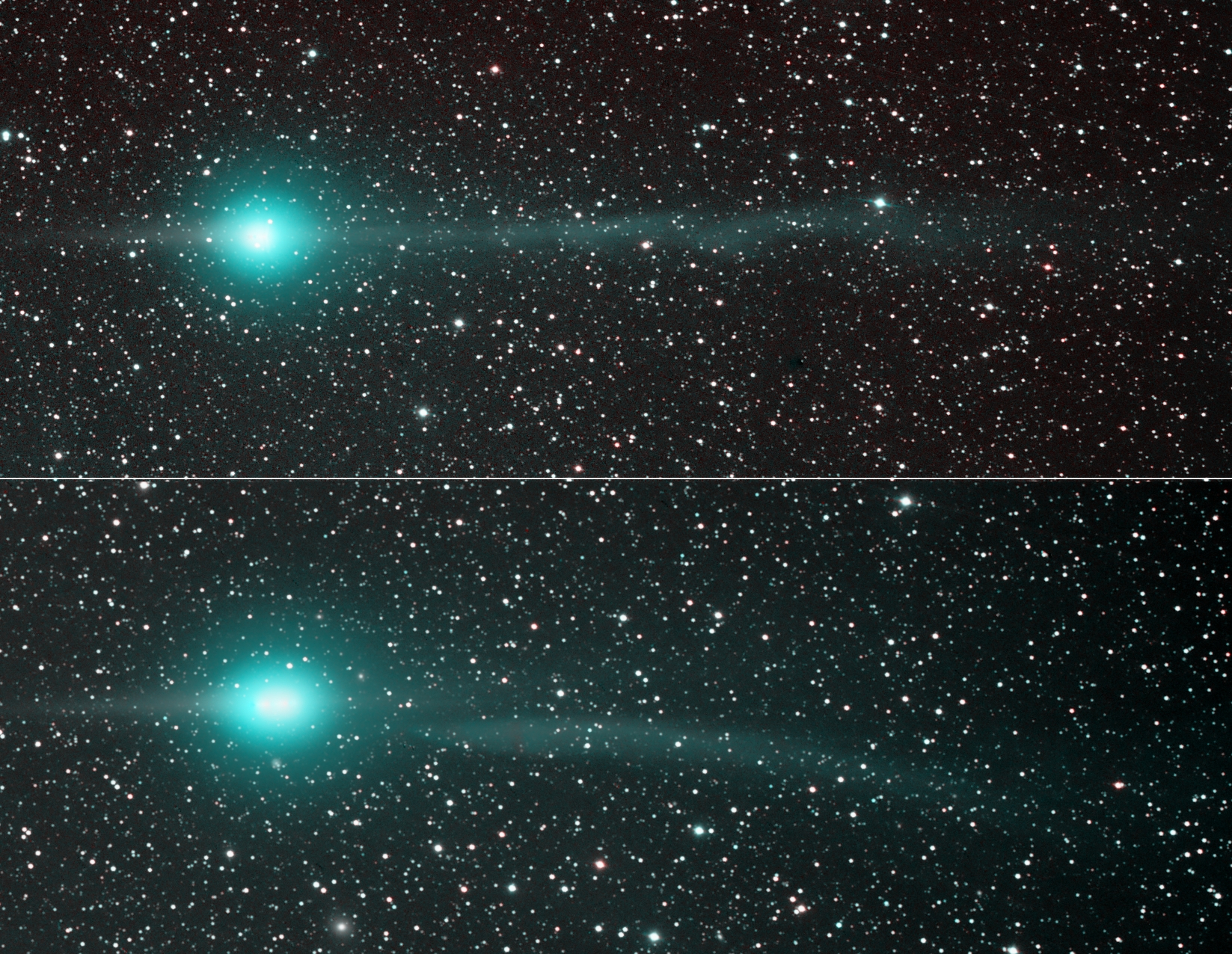
نمایی از پاددُم «Comet Lulin» به سمت چپ، دم یونی به راست

پاددُم (انگلیسی: Antitail)، ساختار دم‌مانندی در یک دنباله‌دار، که برخلاف دیگر دنباله‌ها، به نظر می‌رسد به سوی خورشید، کشیده‌شده‌است. این رخ‌داد کمیاب، یک خطای دید است که به‌خاطر ذرات بزرگ‌تر بازمانده در مدار دنباله‌دار پدیدار می‌شود. این پدیده، وقتی روی می‌دهد که زمین صفحه مداری دنباله‌دار را قطع می‌کند و هنگامی دیده می‌شود که بیننده در صفحهٔ مداری دنباله‌دار قرار گیرد.